# Tadeusz Piotrowski (wspinacz)

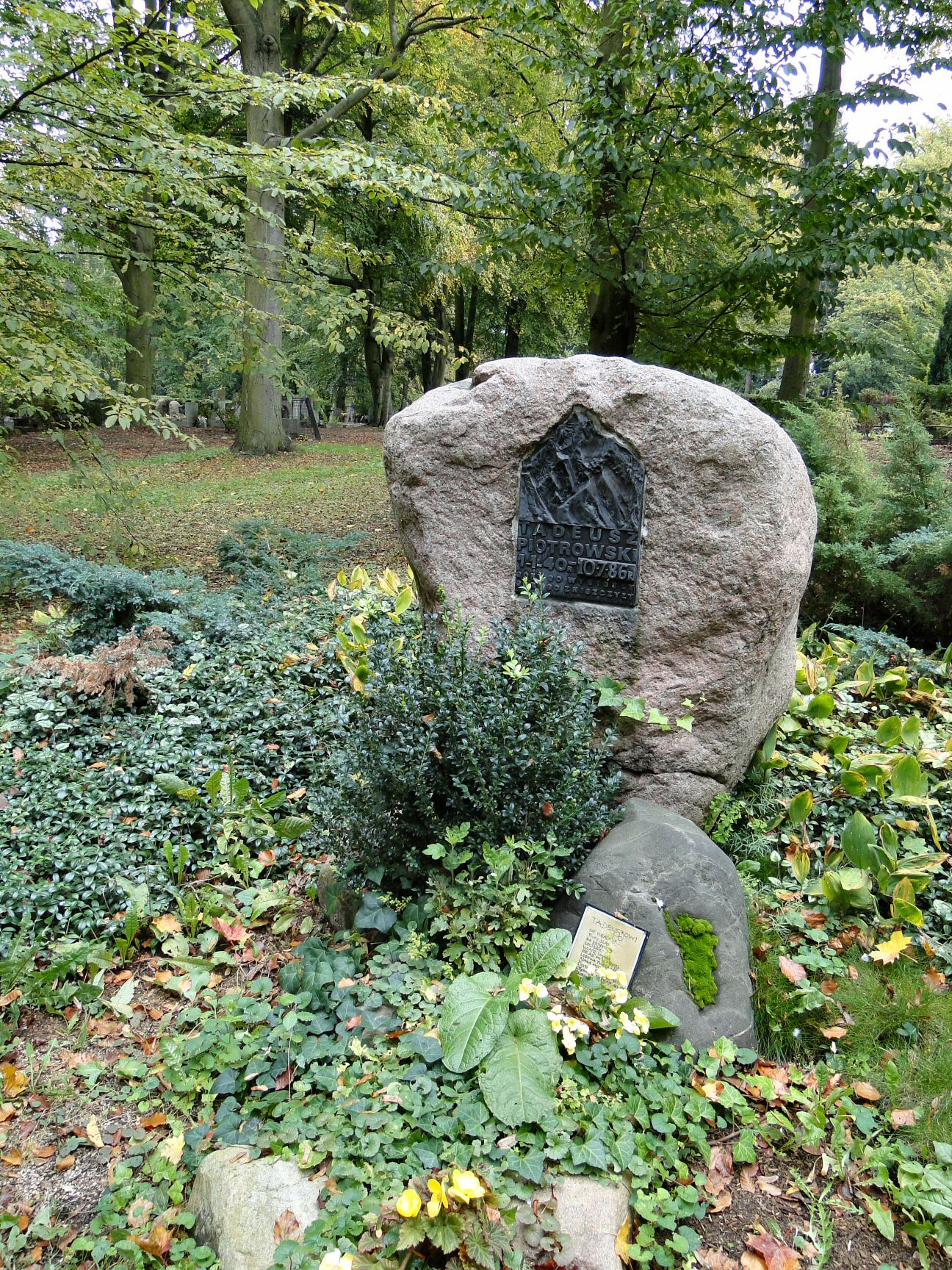
Symboliczny grób Tadeusza Piotrowskiego na Cmentarzu Centralnym w Szczecinie

Tadeusz Piotrowski (ur. 1 stycznia 1940 w Kołkach na Wołyniu, zm. 10 lipca 1986 na stokach K2 w Karakorum) – polski taternik, alpinista i himalaista, autor książek o tematyce wspinaczkowej.
Wspinaczki w Tatrach rozpoczął w początku lat 1960., w czasie studiów na Politechnice Szczecińskiej. Na przełomie lat 1960. i 1970. zyskał opinię wybitnego wspinacza o niezwykłych możliwościach i legendarnej odporności, z czasem specjalizującego się we wspinaczce zimowej i wspinaczce w górach najwyższych. Należał do ścisłej polskiej czołówki alpinistycznej, a kilka z jego osiągnięć zapisało się na trwałe w historii alpinizmu światowego.

## Najważniejsze osiągnięcia
(* – gwiazdką z prawej strony oznaczono przejścia o najwyższej, często przełomowej randze)

### W Tatrach
- nowe drogi od lata 1964 (np. Wielicka Baszta) i zimy 1967 (np. Koprowy Wierch północną ścianą);
- 20–23 stycznia 1968 – pierwsze przejście zimowe drogi Heinricha i Chrobaka na Kazalnicy Mięguszowieckiej (1. przejście środka ściany w pełni zimy, z Wojciechem Jedlińskim) *;
- 23–25 marca 1968 – wytyczenie nowej drogi zimowej, tzw. „Wielkim Zacięciem” na Kazalnicy Mięguszowieckiej (z Janem Kiełkowskim i Zdzisławem Prusiszem);

### W Alpach
- 1967 – masyw Mont Blanc: 29 lipca Les Courtes, północno-wschodnią ścianą, 1. polskie przejście, 2 sierpnia Les Droites, północno-wschodnim filarem (w 14 godzin);
- 1971 – Mont Blanc, I wejście zimowe przez Wielki Filar Narożny, drogą Bonatti-Gobbi (z Andrzejem Dworakiem, Januszem Kurczabem i Andrzejem Mrozem) *;
- 1971 – Dent d’Hérens (Alpy Pennińskie), nowa droga lewą częścią północnej ściany (z Michałem Jagiełłą i Jerzym Milewskim);

### W górach Norwegii
- 1972 – I zimowe przejście filara Trollryggen (tj. najsłynniejszego filara i szczytu w tzw. Grani Trolli, Trolltindene, w rejonie Romsdal; z Andrzejem Dworakiem, Wojciechem Jedlińskim i Ryszardem Kowalewskim) *;
- 1972 – I zimowe przejście drogi Fiva (Fiva Ruta, w Grani Trolli – Trolltindene);
- 1974 – I zimowe przejście północnej ściany Trollryggen (zwanej Ścianą Trolli, Trollveggen, drogą francuską, uważaną wówczas za najtrudniejszą technicznie drogę w Europie *;
- 1977 – II zimowe przejście drogi angielskiej, tzw. Rimmon Route, na Ścianie Trolli – Trollveggen;

### Osiągnięcia wyprawowe
- 1969 – I wejście na Pik Skalistyj (5621 m), najwyższy szczyt pasma (w 5-osobowej polskiej grupie) oraz pierwsze wejścia na 5 innych dziewiczych szczytów, w tym dwa wybitne (Pamiro-Ałaj, węzeł górski Matcza);
- 1973 – wejście na Pik Komunizmu w Pamirze;
- 1973 – I zimowe wejście na Noszak (7492 m lub 7485 m, zależnie od pomiaru) w Hindukuszu Afgańskim (z Andrzejem Zawadą), otwarcie himalaizmu zimowego *;
- 1978 – Tiricz Mir Wschodni (7692 m), nową drogą wschodnią granią (wraz z Jerzym Kukuczką i Michałem Wroczyńskim);
- 1978 - I wejście na Bindu Ghul Zom (6350 m) (z Jerzym Kukuczką)
- 1979 – II wejście na Rakaposhi (7788 m), nową drogą, olbrzymią granią północno-zachodnią, Karakorum, Pakistan (z Ryszardem Kowalewskim i M. Sher Khanem z Pakistanu) *;
- 1980 – I wejście na Distaghil Sar East (7696 m), Karakorum, Pakistan (w 5-osobowym zespole);
- 1982 – Nanga Parbat (8125 m), Himalaje Pakistanu, próba wytyczenia nowej drogi południowo-wschodnim filarem w ścianie Rupal do wysokości ok. 7950 m, w 4-osobowym zespole polsko-szwajcarskim (po zejściu do najwyższego obozu trzej wspinacze sprowadzali czwartego, tj. wspinacza szwajcarskiego, który próbował za wszelką cenę iść dalej i po biwaku bez sprzętu wymagał pomocy[2]); drogę tę doprowadził do szczytu zespół polsko-meksykański w 1985 r.
- 1983 – I wejście zimowe na Api (7132 m), Himalaje, zachodni Nepal (z Andrzejem Bieluniem);
- 1985 – udział w polsko-meksykańskiej wyprawie mającej na celu południowo-wschodni filar Nanga Parbat;
- 1986 – K2 (8611 m) nową drogą środkiem południowej ściany, znaną dziś jako Polish Line (z Jerzym Kukuczką) *;

W lutym 1973 Piotrowski i Andrzej Zawada (kierownik wyprawy), zdobywając w pionierskiej zimowej wyprawie najwyższy szczyt Hindukuszu Afgańskiego, Noszak (7485 m), ustanowili rekord jakościowy, gdyż szczyt ten stał się pierwszym na świecie szczytem siedmiotysięcznym zdobytym zimą. Tym samym wyprawa ta zapoczątkowała nową dyscyplinę – zdobywanie najwyższych szczytów świata zimą (himalaizm zimowy), co na długi czas stało się polską specjalnością, zwłaszcza w odniesieniu do szczytów ośmiotysięcznych.
Za działalność alpinistyczną Piotrowski został czterokrotnie udekorowany najwyższym odznaczeniem sportowym w Polsce – Złotym Medalem „Za wybitne osiągnięcia sportowe”.

## Tragiczne wypadki
Jesienią 1974 Piotrowski uczestniczył w narodowej wyprawie na Lhotse (8511 m n.p.m.), ważnej ze względu na osiągniętą wtedy rekordową wysokość zimową ok. 8250 m (Andrzej Zawada i Andrzej Heinrich, 25 grudnia 1974). 17 grudnia w trakcie jednego z odwrotów w trzyosobowym zespole, w którym najsilniejszym alpinistą był Piotrowski, na wysokości ok. 7000 m, najprawdopodobniej z powodu niedostatecznej opieki przy manipulacji sprzętem alpinistycznym lub z wyczerpania, zmarł filmowiec Stanisław Latałło. Sprawa ta na kilka lat odsunęła Piotrowskiego od głównego środowiska wspinaczkowego i wypraw narodowych.
W 1983 Piotrowski kierował niewielką zimową wyprawą na himalajski siedmiotysięcznik Api (wejście w nocy z 24 na 25 grudnia). Towarzyszący mu Andrzej Bieluń szedł jako pierwszy i osiągnął wierzchołek 1–2 godz. wcześniej, ale zaginął w zawiei śnieżnej.
8 lipca 1986 ok. godz. 18:30, po 5 dniach wspinaczki, Piotrowski i Jerzy Kukuczka stanęli na wierzchołku K2 po zdobyciu środka południowej ściany nową drogą (zwaną dziś Polish Line, dotąd niepowtórzoną w całości). Do ataku szczytowego – po biwaku na wysokości ok. 8200 m, gdzie skończył im się gaz do palnika – w obawie przed zmrokiem ruszyli na lekko, bez śpiworów puchowych i namiotu. Podczas zejścia – zwykłą drogą, na której niżej znajdują się obozy innych wypraw – w pogarszającej się pogodzie musieli jeszcze dwukrotnie biwakować, na wysokości ok. 8300 i 7900 m, mając już tylko cienką płachtę biwakową, w dodatku pozbawieni jedzenia i picia. Niedługo po wyruszeniu z drugiego biwaku, wskutek awarii raków wspinaczkowych (bądź też niewłaściwego ich założenia, prawdopodobnie w wyniku zmęczenia), na zalodzonym odcinku tuż poniżej zwieńczenia Żebra Abruzzów Piotrowski spadł wprost na partnera, który nie był w stanie go zatrzymać przed dalszym upadkiem w przepaść.
Piotrowski stał się piątą z 13 ofiar tragicznego sezonu 1986 na K2.

## Publikacje[8]
- W burzy i mrozie. Wyd. „Iskry”, Warszawa 1977 (seria: „Naokoło świata”)
- Himalajska zima, w: „Poznaj Świat” nr 1 (290) Rok XXV, styczeń 1977, s. 21–25
- Gdy krzepnie rtęć. Wyd. „Iskry”, Warszawa 1982 (seria: „Naokoło świata”); ISBN 83-207-0351-4
- W Ścianie Trolli. „Sport i Turystyka”, Warszawa 1984; ISBN 83-217-2540-6
- W lodowym świecie Trolli. „Sport i Turystyka”, Warszawa 1986; ISBN 83-217-2541-4
- Słońce nad Tiricz Mirem. „Sport i Turystyka”, Warszawa 1988; ISBN 83-217-2687-9
- Viharban, fagyban (tłum. Czibók István). Wydawnictwo „Gondolat”, Budapeszt 1988 (przekład na węgierski „W burzy i mrozie”); ISBN 963-282-007-X
- Naga Góra – Nanga Parbat. „Sport i Turystyka”, Warszawa 1990; ISBN 83-217-2808-1